# Альфред Валетт
Альфред Валетт (31 липня 1858, Париж — 28 вересня 1935, Париж) — французький письменник і видавець.

## Leben
Народився в Парижі на вулиці Бле. Батько — Марселен Етьєн Валетт, який був службовцем, мати — Марі Віржіні Леменьє.
Альфред Валетт був автором двох романів. Насамперед він відомий як засновник журналу Mercure de France, який очолював разом зі своєю дружиною Рашильд з 1890 до 1935 року. Згодом разом з журналом Валетт заснував однойменне видавництво, яке існує донині. Валетт входив до літературного гуртка, членами якого також були Антоні Марс, Альбер Самен, Шарль Ґерен та Віктор Форбен. Валетт опублікував у своєму часописі переклади Марселя Пруста творів Джона Раскіна, проте відмовив Прусту в публікації його збірки есе «Проти Сент-Бева» та роману «На Сваннову сторону», першої частини романного циклу «У пошуках утраченого часу»

## Твори
- A l'écart; Perrin, Paris, 1891
- Le Vierge: La Vie grise; Tresse et Stock, Paris, 1891
- Le Roman d'un homme sérieux: Alfred Vallette à Rachilde, 1885—1889; Mercure de France, Paris, 1943
- Lettres à A.-Ferdinand Herold, 1891—1935, et quelques-unes à son épouse; Éditions du Fourneau, Paris, 1992